# Kostel Nanebevzetí Panny Marie (Vejvanovice)
Kostel Nanebevzetí Panny Marie se nachází uprostřed obce Vejvanovice v okrese Chrudim. Zděný kostel stojí na mírně vyvýšeném pozemku, na který vedou kamenné schody. V blízkosti se nachází dřevěná zvonice a malá kaplička. V současné době kostel spadá pod farnost Chrudim a během nedělních mší je přístupný veřejnosti.

## Historie
Záznamy o vsi Vejvanovice (původně Ivanovice, Ejvanovice) pocházejí již z roku 1167, kdy ji od hraběte Bavora dostal pod správu litomyšlský klášter. Ve 14. století pak Vejvanovice náležely pardubickému panství. To roku 1396 části vesnice rozprodalo do osobního vlastnictví a od té doby se zde vystřídala velká řada vlastníků. V roce 1789 obě části vsi odkoupil Ferdinand Kinský z Vchynic a tím Vejvanovice sjednotil.
Původně románský kostel byl kolem roku 1349 přestavěn na gotický, po husitských válkách zde byla fara pod obojí a později evangelická. Od roku 1623 byl filiálním kostelem do Chrasti. Roku 1720 byla za iniciativy hraběte Štěpána Viléma Kinského postavena farní budova a samotný kostel byl roku 1724 rozšířen o současnou hlavní loď.

## Popis kostela
Jedná se o jednolodní kostel s trojboce uzavřeným presbytářem. Tento na západ orientovaný presbytář je nejstarší částí kostela. Je podepřen dvakrát odstupňovanými opěrnými pilíři a zaklenut křížovou klenbou s hranolovitě okosenými žebry vbíhajícími přímo do zdi. Závěr je tvořen pěti klenebními poli.
V presbytáři je umístěn hlavní oltář Nanebevzetí Panny Marie a bohatě zdobená dřevěná kazatelna. Po obou stranách jsou před presbytářem umístěny také dva boční oltáře – sv. Barbory a sv. Antonína Paduánského. Celý interiér kostela je zdoben převážně barokně, a to z období počátku 18. století. Sakristie kostela se nachází na jižní straně. Je klenuta valenou klenbou a vede nás do ní sedlový portál s profilovaným ostěním přímo z presbytáře.
Vlastní loď kostela je také klenuta valenou klenbou, tentokrát s výsečemi, jejichž hrany jsou rámovány štukovými pásy. Stěny jsou pak členěny toskánskými pilastry. Loď je necelých 14 metrů dlouhá a přibližně 9 metrů široká. Naproti hlavnímu oltáři se na západní straně kostela nachází vyvýšená kruchta s varhany. K západnímu průčelí kostela přiléhá nízká předsíň, která slouží jako hlavní vchod. V interiéru je opět klenuta valenou klenbou s výsečemi. Na průčelí se nachází trojboký volutový štít s barokní sochařskou výzdobou, sochou Panny Marie, umístěnou v nice.
Současná zvonice kostela pochází z 18. století, kdy byla ta původní zcela obnovena. Je zhotovena ze dřeva na hranolové podezdívce. Ze spodní strany stříšky lze rozeznat latinské nápisy. Do nárožního výklenku je z exteriéru vsazena socha světce. Přilehlá farní budova z roku 1724 je dvoupodlažní obdélného půdorysu.

## Fotogalerie

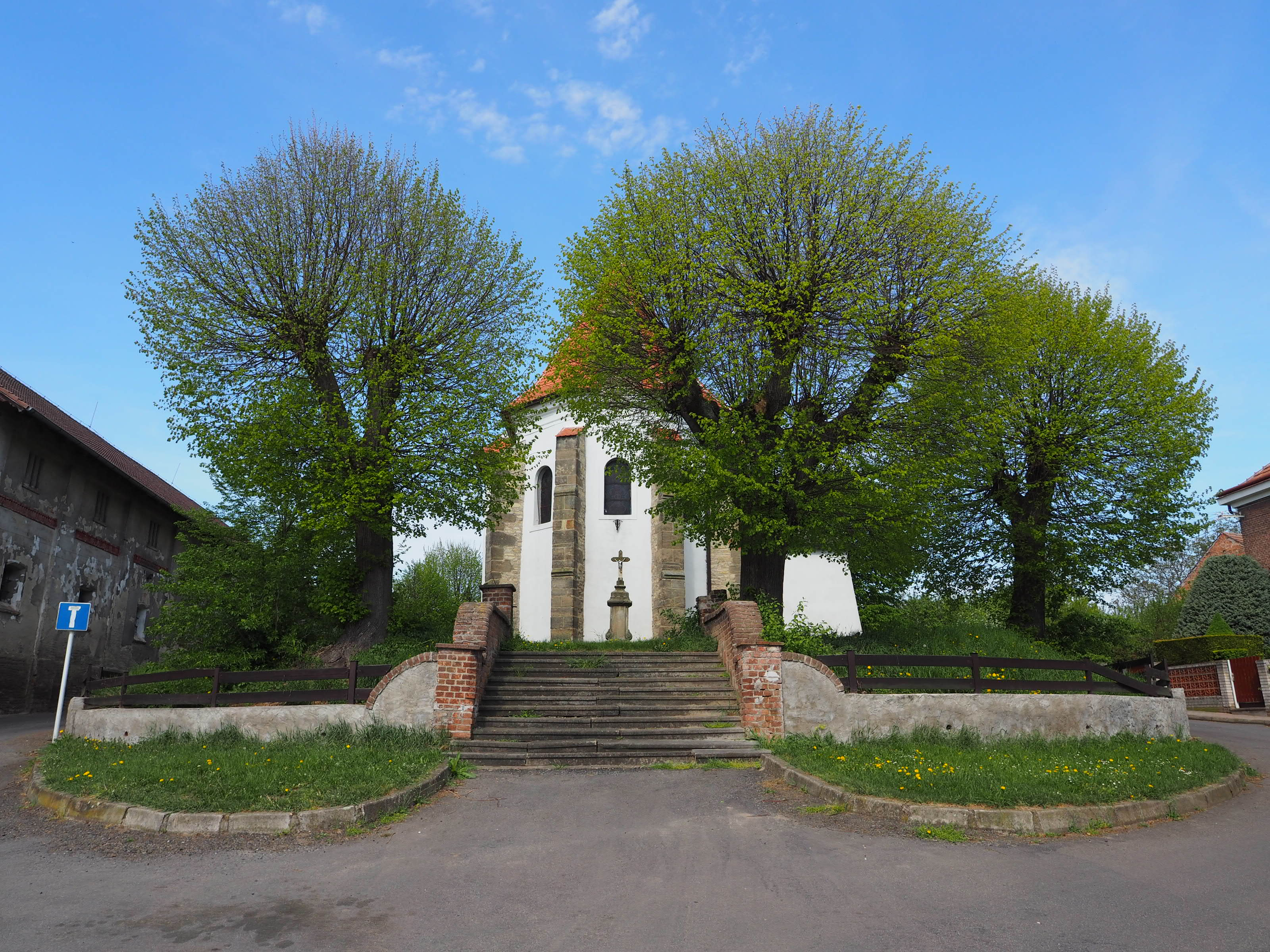
Vnější pohled
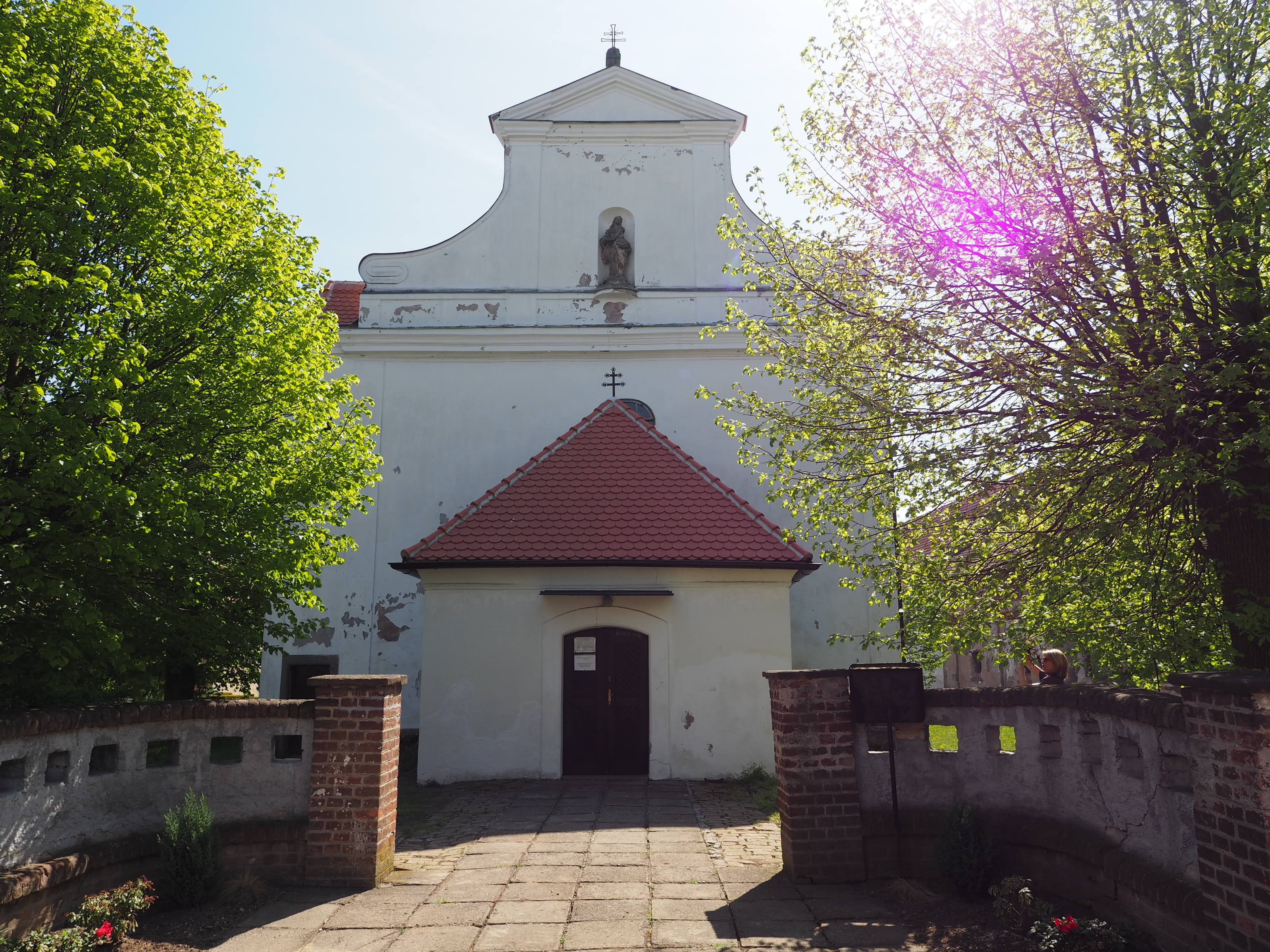
Západní průčelí kostela
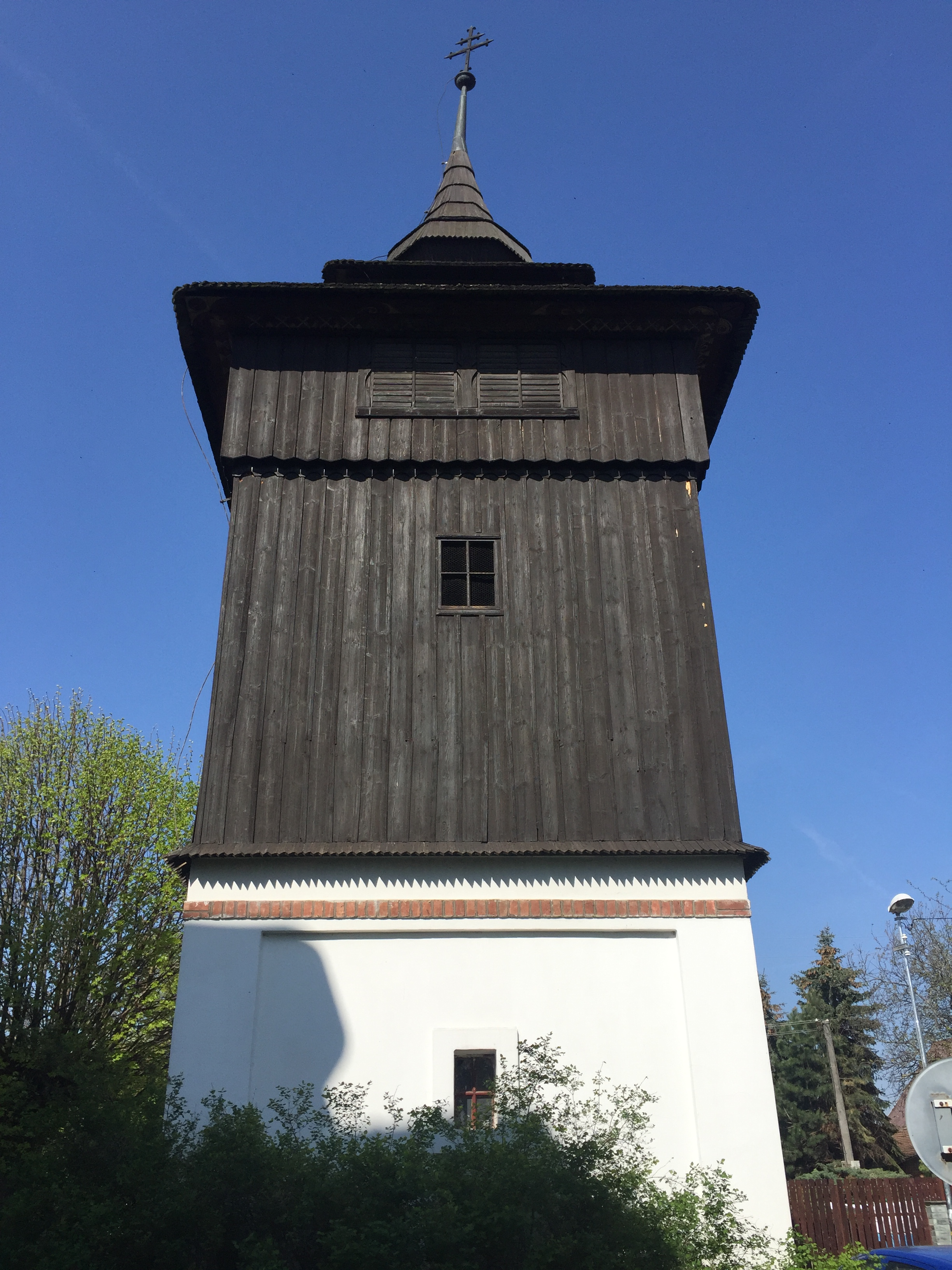
Zvonice
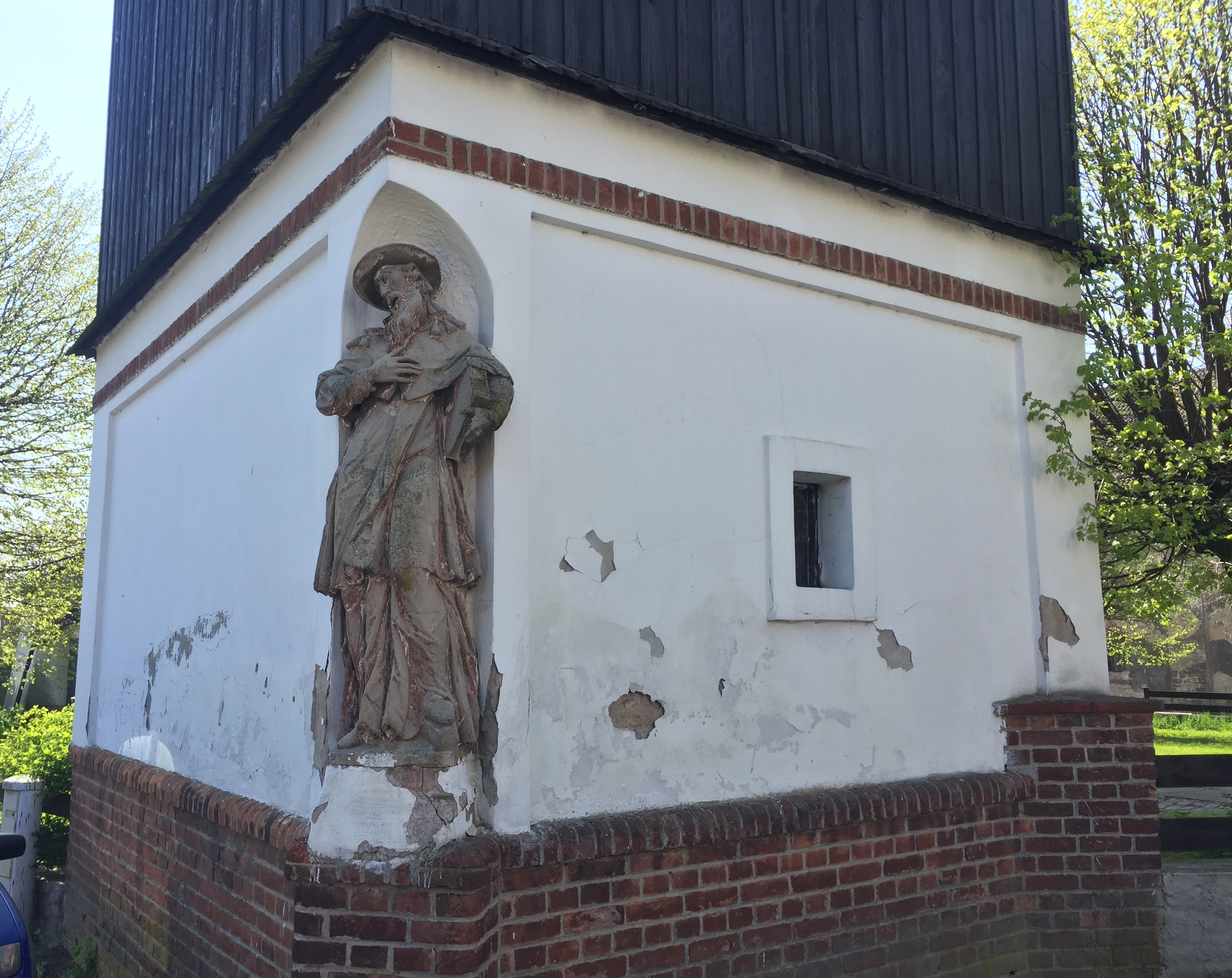
Zvonice
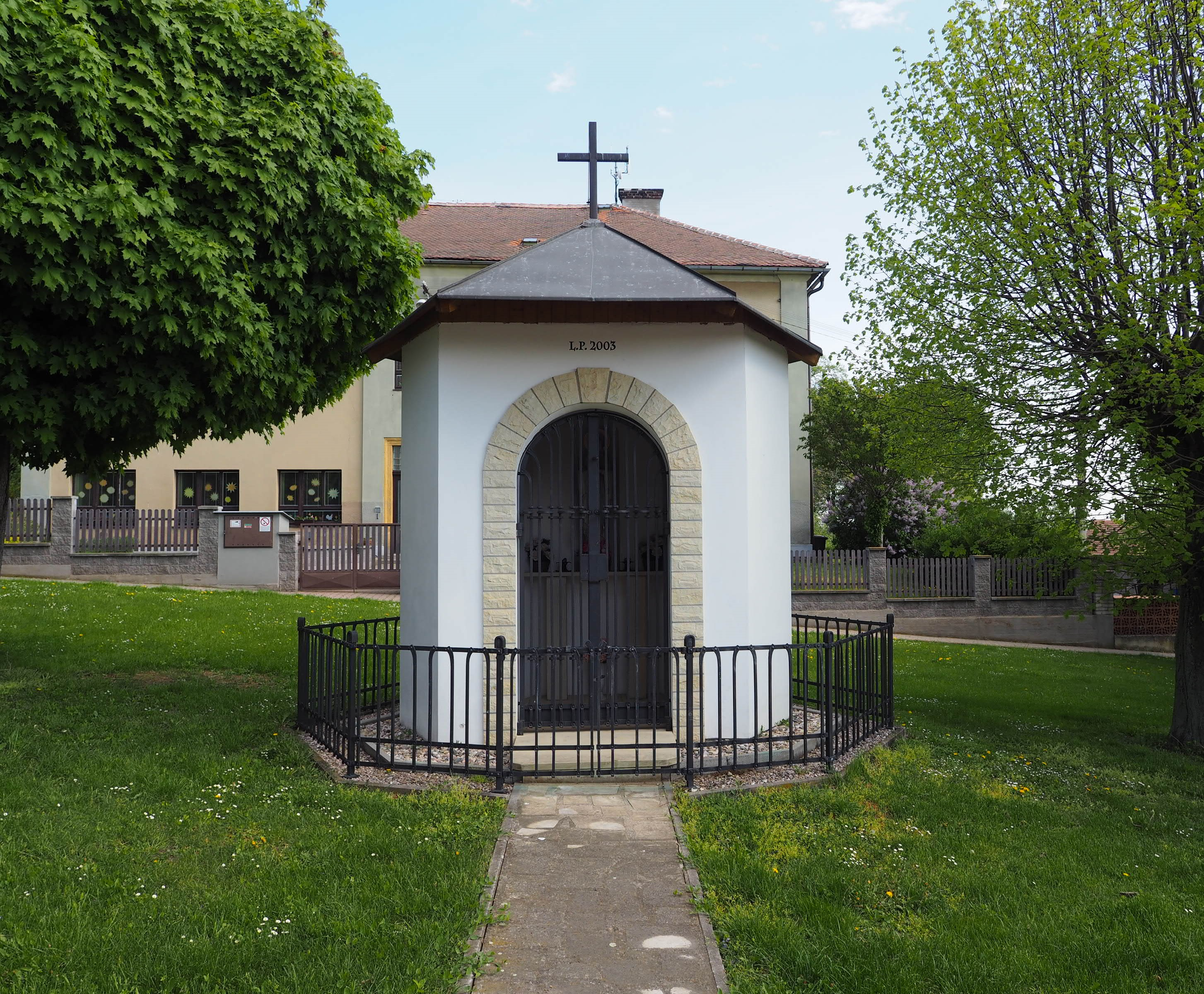
Kaplička
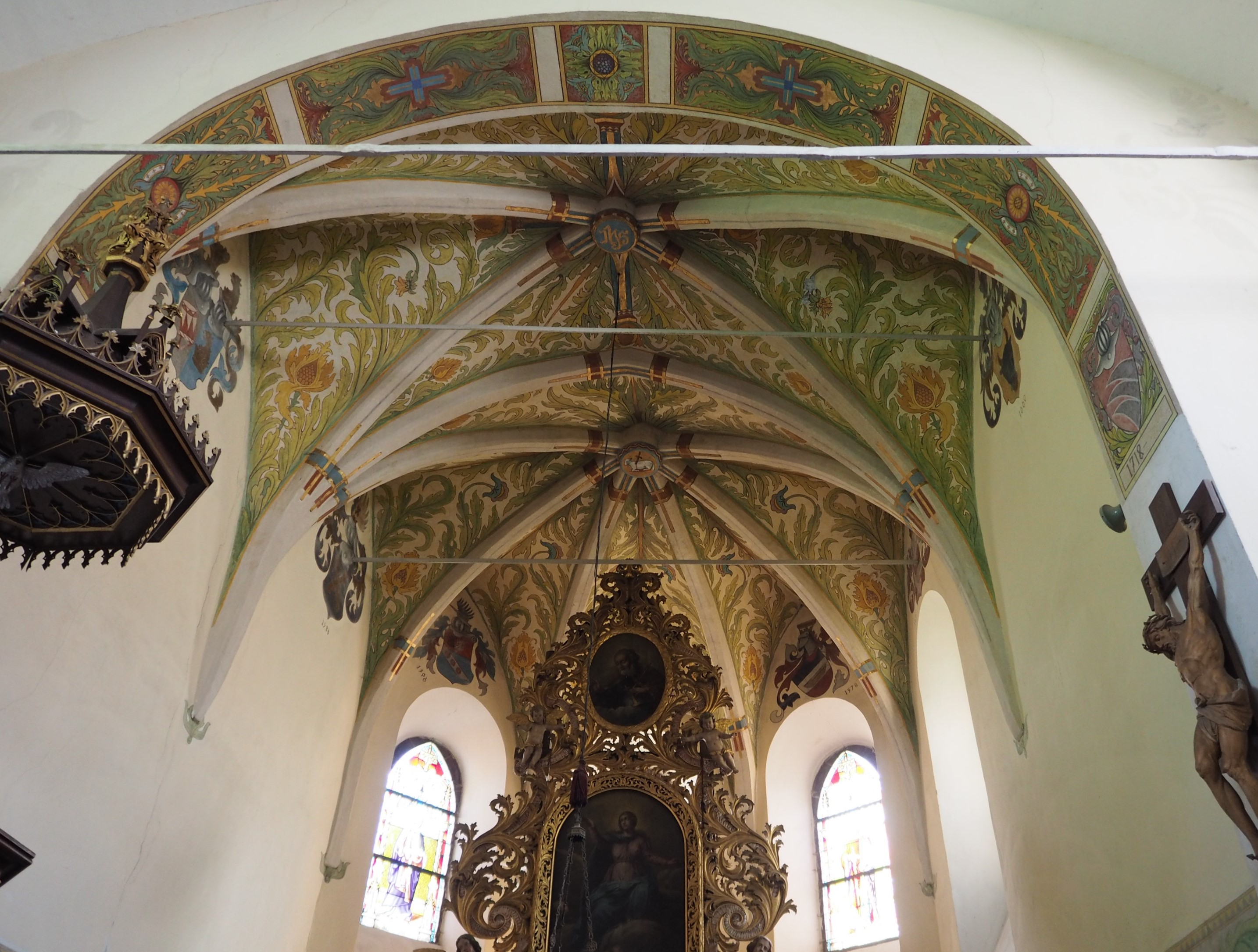
Klenba presbytáře